# Хейвен, Сэм
Сэм Хейвен (англ. Sam Haven; 23 ноября 1952, Фергусонвилл, Нью-Йорк — 28 августа 2014, Тампа, Флорида) — багамский футболист, защитник; спортивный функционер.

## Биография
Сэм Хейвен родился 23 ноября 1952 года в американском городе Фергусонвилл (сейчас часть города Давенпорт в штате Нью-Йорк).
Играл в футбол на позиции защитника. Всю карьеру провёл на Багамских Островах.
В 1968—1991 годах выступал за «Никс Боди Шоп» (с 1981 года «Юнайтед») из Нассау.
Последние два сезона провёл в «Джонсон Юнайтед», в составе которого в 1992 и 1993 годах стал чемпионом Багамских Островов.
8 августа 1983 года сыграл за олимпийскую сборную Багамских Островов в гостевом матче отборочного турнира летних Олимпийских игр 1984 года против сборной Мексики (0:6).
В 1987 году провёл два товарищеских матча за сборную Багамских Островов против сборной Мексики. 29 марта в Нассау багамцы проиграли со счётом 0:3, 28 апреля в Толуке-де-Лердо — со счётом 0:13.
После окончания игровой карьеры стал тренером «Юнайтед», с которым выиграл ряд национальных титулов. Впоследствии стал президентом клуба.
В дальнейшем был президентом Федерации футбола Багамских Островов. Был одним из организаторов Нью-Провиденской футбольной лиги, занимался развитием женского и молодёжного футбола в стране.
Умер 28 августа 2014 года в американском городе Тампа от рака.

## Достижения

### Командные
«Джонсон Юнайтед»
- Чемпион Багамских Островов (2): 1991/92, 1992/93.